# Uloboroidea
Uloboroidea es una superfamilia de arañas araneomorfas, constituida por dos familias de arañas cribeladas que tenen vuit ulls:
- Deinopidae: 4 géneros, 57 especies
- Uloboridae: 18 géneros, 262 especies